# Sé titular de Iria Flávia
A Sé titular de Iria Flávia (em latim: Iriæ Flaviæ) foi criada em cerca de 400, como sufragânea da Arquidiocese de Braga, provavelmente pelo Papa Inocêncio I, onde hoje se situa a pequena aldeia de Iria Flávia, no concelho de Padrón, Galiza. Em 1095, foi elevada à arquidiocese, com o nome de Santiago de Compostela, tendo sua sé transferida para aquela cidade.
Em 1969, é restaurada como sé titular.

## Bispos
- André † (mencionado em 561 e 572)
- Domingo † (mencionado em 589)
- Samuel † (mencionado em 633)
- Gotomaro † (mencionado em 638 e 646)
- Vincibil † (mencionado 653)
- Idúlfo † (mencionado em 675 e 688)
- Selva † (durante o reinado de Vitiza)
- Teodesindo † (mencionado em 709)
- Emila † (durante o reinado de Pelágio das Astúrias)
- Romão † (durante o reinado de Fruela I)
- Agostinho † (durante o reinado de Fruela I)
- Honorato † (durante o reinado de Fruela I)
- Vincélio † (durante o reinado de Aurélio)
- Crescônio I † (durante o reinado de Silo)
- Vaula † (durante o reinado de Mauregato)
- Quendúlfo I † (durante o reinado de Bermudo I)
- Quendúlfo II † (?)
- Teodomiro † (mencionado em 829 - 20 de outubro de 847)
- Adolfo I † (847 - 855 ?)
- Adolfo II † (855 ? – 877 ?)
- Sisnando I † (877 ? – 920)
- Gundesindo † (920 - 924)
- Hermenegildo † (924 - 951)
- Sisnando II † (952 - 958), filho de Hermenegildo Alvites
  - Sede vacante † (958 - 977)
- Pelágio Rodriguez † (977 - 985)
- São Pedro de Mezonzo † (985 - 1003 ?)
- Pelágio Dias † (1003 ? - 1011)
- Vimara Dias † (1011 - 1013)
- Vistruário † (1014 - 1036)
- Crescônio II † (1037 - 1066)
- Gudesteu † (1066 - 1070)
- Diego Páez † (1071 - 1088)
- Pedro † (1088 - 1090)
- Diego Páez † (1090 - 1094) (pela segunda vez)
- Dalmácio † (1094 - 1095)

## Bispo titular
- Ernst Franz Gerd Werner Dicke (1970 - atual)